# خالد رضوان
خالد رضوان (انگلیسی: Khaled Radhwan؛ زادهٔ ۲ اکتبر ۱۹۹۰) یک بازیکن فوتبال اهل قطر است.